# バイセクシャル・ライティング

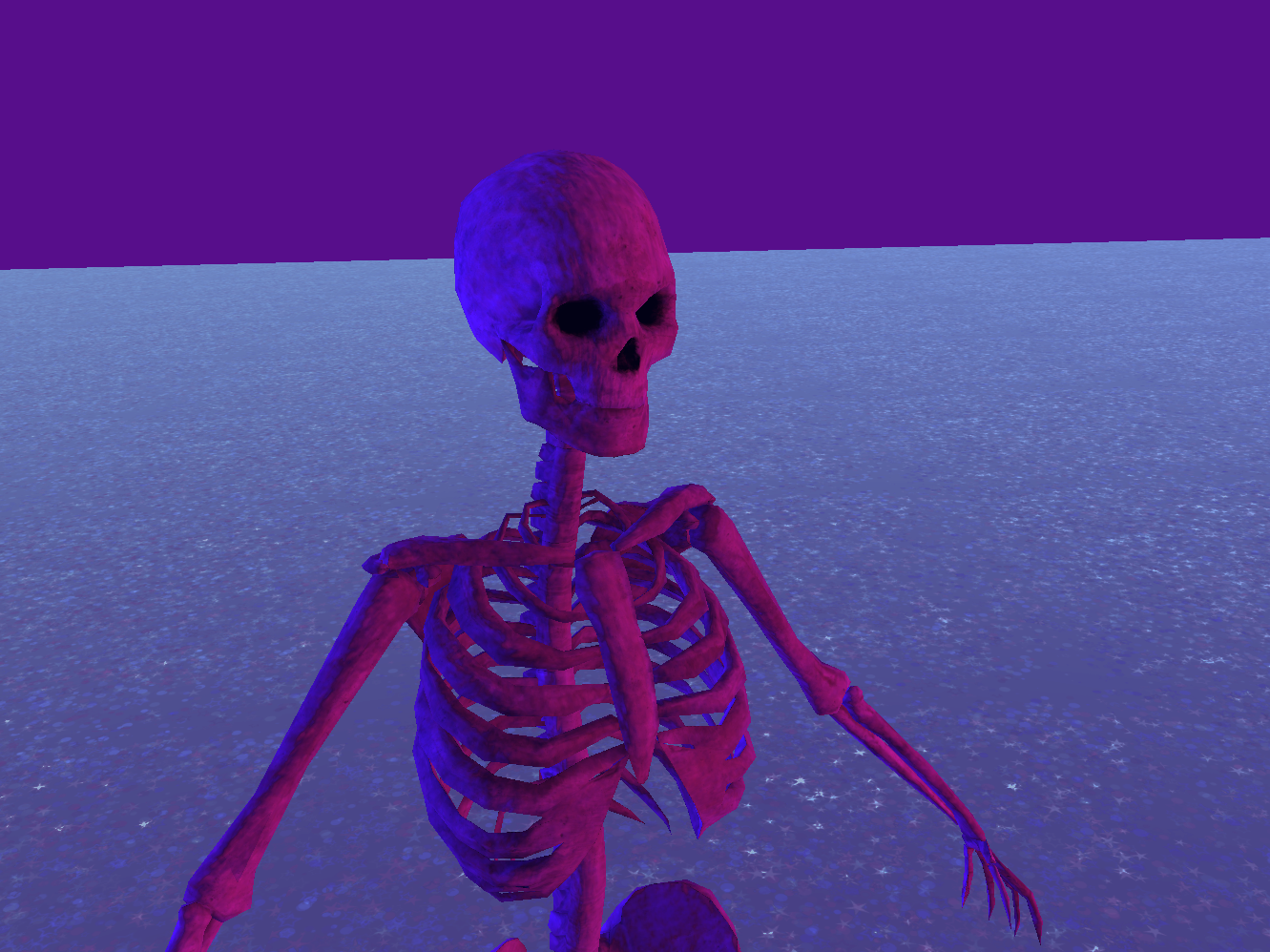
バイセクシャル・ライティングに照らされた、3Dレンダリングされた骸骨

バイセクシャル・ライティング（英: Bisexual lighting）は、両性愛者のキャラクターを象徴する3つの色（ピンク・紫・青）を同時に使用した照明のこと。この照明は、ナイトクラブだけでなく、映画やテレビ番組の撮影照明にも用いられており、いくつかの映画の撮影現場でもこの照明方法の使用が確認されている。この技法が映画製作における一般的な現象として存在するかどうかは、いまだ議論のあるところである。
批評家のなかには、ピンクと青の様式を1980年代の美学から引用したものに過ぎないとする見解とするものもいる。この色合いはネオンサインの光を想起させるものであり、レトロウェーブと関連づけられる。

## 象徴的意味

バイセクシャル・プライド・フラッグはピンクと紫、青を用いている。

BBCニュースのジョージ・ピアポイントは、一部のソーシャルメディアユーザーは、バイセクシャル・ライティングが「（両性愛者を）エンパワーメントする資格装置」として、映像メディアにおいて不可視化・過小評価されている両性愛者が置かれている現状に対抗するために使われているのだ、とする主張を紹介している。この3色はバイセクシャル・プライド・フラッグに直接的に言及したものであろう。2017年、このトレンドはLGBTコミュニティ、なかでもTwitterやReddit、PinterestといったSNSで人気を博した。Vulture.comのサーシャ・ゲフィンはバイセクシャル・ライティングについて「その意味が確固たるものになった」と評し、イギリスのオンライン・メディア、ポップ・バズ（PopBuzz）のニッキー・イディカは「いまやメディアにおけるバイセクシャル・ストーリーテリングの一部として定着した」とした。また、デイリー・ドットは、「美学が先か、文化的意義が先か」と疑問を呈しながらも、このアイデアは「定着した」と結論付けている。パントン社が2018年の色として「ウルトラバイオレット」を選んだのは、BBCによると、この様式の広まりを反映したものであった。
アメリア・ペリンは雑誌『コスモポリタン』で、テレビやミュージックビデオにバイセクシャルの登場人物が現れるときにこのような照明をつかう傾向を批判し、「バイセクシャルのステレオタイプとして定着しかねない」と論じた。ペリンはさらに、このような照明は通例ネオン・ライト、つまり「クラブやダンスフロア」を視聴者に連想させる光による演出で、これによって「バイセクシャルのハッテンや恋愛関係は単なる『実験』で、夜遊びで酔っ払った時にしか起こらないこと」と暗示していると主張している。
The Mary Sueのジェシカ・メイソンによると、紫色は複数の純粋なスペクトル色の組み合わせであり、歴史的に「王権と神聖さ」、「魔法、宇宙人、未知」を表す色として使用されてきたという。バイセクシュアルとして生きることは、しばしばメディアにおいて「他者化(英: othering)」された経験として描かれ、それが時を経て、バイセクシャル・ライティングとメディアにおけるクィア・リプレゼンテーションとのつながりを手助けしたのである。

## 大衆文化において

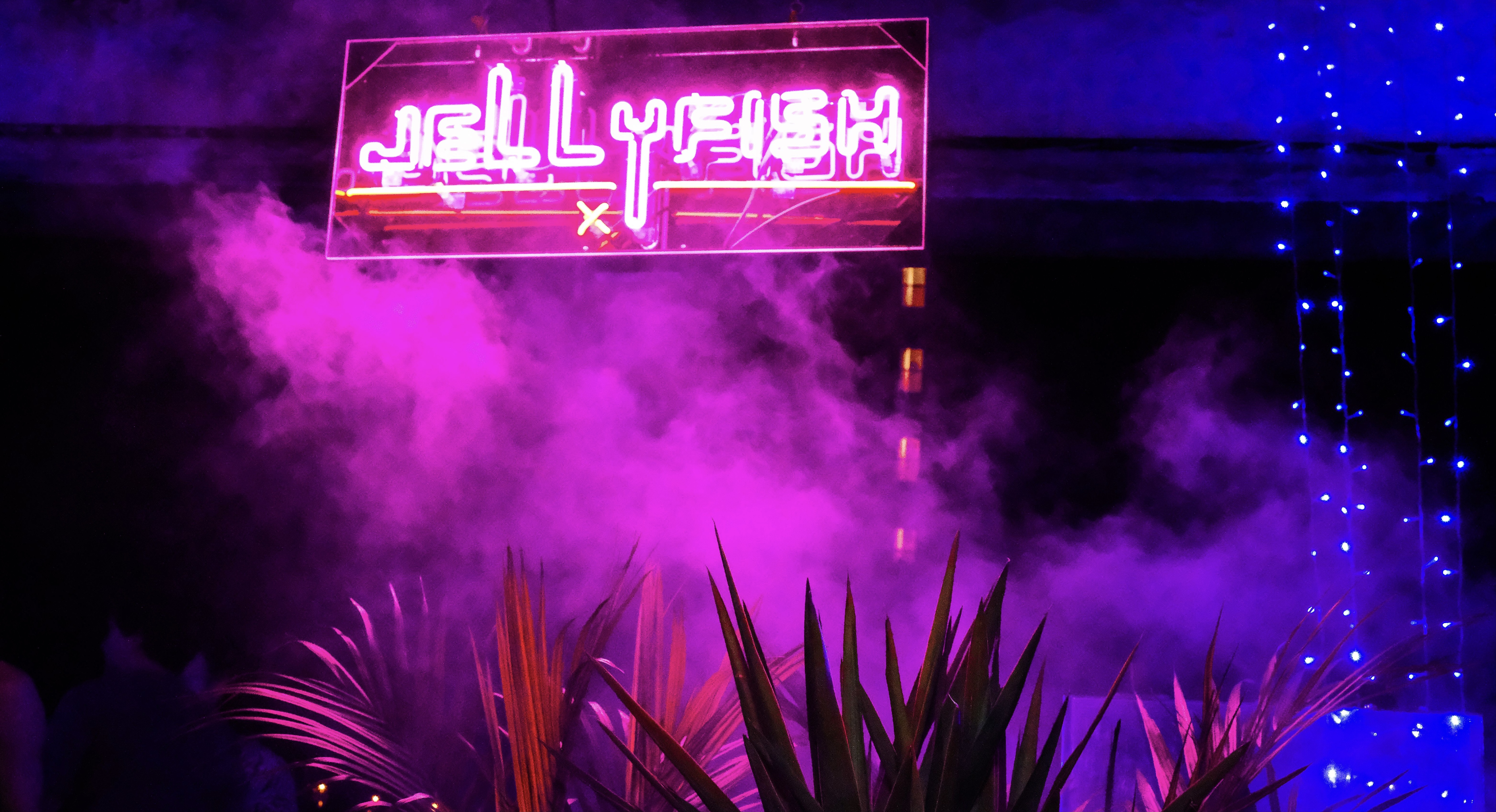
ダンスパーティーで使われるバイセクシャル・ライティング

ピアポイントはまた、この視覚的美学はテレビドラマ、『SHERLOCK』の2014年に放送された回において、ワトスンの秘めた関心を憶測させるために用いられているかもしれない、とも述べている。バイセクシャル・ライティングは数多くのメディア番組や映画で使われており、ふつうは両性愛者のキャラクターが登場するシーンで用いられる。ハリウッド映画の『ネオン・デーモン』や『アトミック・ブロンド』、『ブラック・パンサー』では青、ピンク、紫の照明を演出に使っている。エミー賞受賞作のテレビドラマ、『ブラック・ミラー』の一エピソード、「サン・ジュニペロ」(2016年)は、バイセクシャル・ライティングによる映像美を追求したものである。また、『リバーデイル』や『オウル・ハウス』といったテレビドラマや、映画『ハーレイ・クインの華麗なる覚醒 BIRDS OF PREY』（2020年）なども例として挙げうる。テレビドラマ『ロキ』（2021年）の第3話「ラメンティス」では、この照明効果によって主人公ロキのバイセクシャリティが演出的にあらわにされた。
バイセクシャル・ライティングはさらに、ジャネール・モネイの"bi anthem"や"Make Me Feel"、デミ・ロヴァートの"Cool for the Summer"といった曲のミュージックビデオにも使われている 。2019年9月発表のリル・ナズ・Ｘの"Panini"のミュージックビデオの一部のシーンについて表現するのにも、この用語は使われた。また、雑誌『コスモポリタン』は、テイラー・スウィフトのアルバム『ラヴァー』の曖昧な歌詞を両性愛者の視点から読み解くという、ファン層の理論の一角を成す証拠として、このバイセクシャル・ライティングを挙げている。
ミドルセックス大学で映画学の講師を務めるララ・トンプソンは、バイセクシャル・ライティングはよく知られていないと主張した上で、次のように述べている：「バイセクシャル・ライティングが完全に納得できる現象だと見るには、私はもっと多くの例を見なければならないだろう」。
2018年にはバイセクシャル・ライティングがすでにミームになっており、Twitterではこの照明様式の説明についてのいくつかのスレッドが話題になったほか、バイセクシャル・ライティングを用いた動物の写真がSNS上で広くシェアされた。
ヴェイパーウェイヴの美学はアメリカン・コミックスにも用いられている。